# Ammopelmatus
Ammopelmatus is een geslacht van rechtvleugeligen uit de familie Stenopelmatidae. De wetenschappelijke naam van dit geslacht is voor het eerst geldig gepubliceerd in 1965 door Tinkham.

## Soorten
Het geslacht Ammopelmatus omvat de volgende soorten:
- Ammopelmatus kelsoensis Tinkham, 1965
- Ammopelmatus muwu Rentz & Weissman, 1981